# Герман Гортер

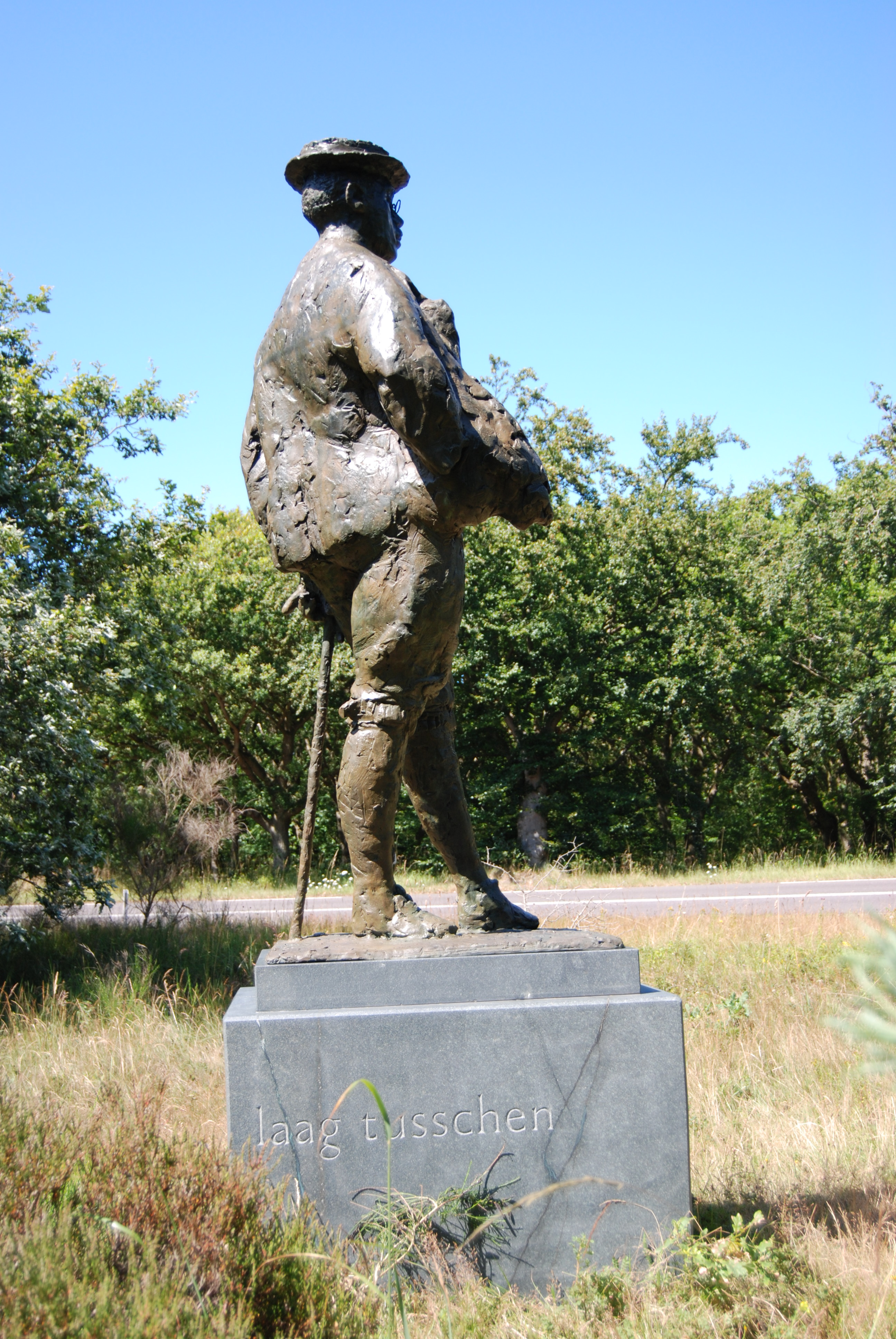
Пам'ятник Герману Гортеру у Бергені (скульптор — Ганс Баєнс)

Герман Гортер (нід. Herman Gorter; 26 листопада 1864, Вормервер — 15 вересня 1927, Брюссель) — нідерландський поет, критик і громадський діяч.
Вивчав філологію в Амстердамському університеті. Був учителем. З 1895 року присвятив себе пропаганді соціалізму. У 1897 році приєднався до Соціал-демократичної робітничої партії Нідерландів. Літературну діяльність розпочав у 1885 році. Лірична поема «Травень» (1889) оспівує природу. На збірці віршів «Школа поезії» (1897) позначився вплив натурфілософії Бенедикта Спінози. У збірках «Вірші» (1903), «Пан» (1912, розширене видання 1916), у «Маленькому героїчному вірші» (1906) Гортер висловив свої мрії про соціалістичну революцію.
У 1907 році Гортер — один із засновників лівої соціал-демократичної газети «Трибюн» («Tribune»). З 1909 року — один з керівників лівої Соціал-демократичної партії Нідерландів. У роки Першої світової війни вів боротьбу проти соціал-шовінізму у Німеччині та Нідерландах. Володимир Ленін відгукувався про Гортера того періоду як про переконаного інтернаціоналіста. Гортер вітав Жовтневу революцію.
У 1919 році брав участь у створенні Комуністичної партії Нідерландів (КПН). Пізніше Гортер допускав помилки ультралівого характеру. У 1921 році вийшов з КПН і заснував Комуністичну робітничу партію, яка обіймала лівацькі позиції. У 1922 році відійшов від політичної діяльності.
Твори
- Світова революція. — Відень: Видавництво української секції Комуністичної партії Австрії, 1922. — 77 с.
- Verzamelde werken, dl 1—8, Amst., 1948—52.